# Discografia delle Morning Musume
Questa pagina contiene la discografia delle Morning Musume, un gruppo musicale interamente femminile giapponese fondato nel 1997.

## Album

### Album in studio
| Anno                                                         | Dettagli                                                                             | Posizione massima | Posizione massima | Posizione massima | Certificazioni |
| Anno                                                         | Dettagli                                                                             | JP Oricon         | JP Billboard      | TW                | Certificazioni |
| ------------------------------------------------------------ | ------------------------------------------------------------------------------------ | ----------------- | ----------------- | ----------------- | -------------- |
| 1998                                                         | First Time - Data di pubblicazione: 8 luglio 1998 - Etichetta: Zetima                | 4                 | —                 | —                 |                |
| 1999                                                         | Second Morning - Data di pubblicazione: 28 luglio 1999 - Etichetta: Zetima           | 3                 | —                 | —                 |                |
| 2000                                                         | 3rd: Love Paradise - Data di pubblicazione: 29 marzo 2000 - Etichetta: Zetima        | 2                 | —                 | —                 | Milione        |
| 2002                                                         | 4th Ikimasshoi! - Data di pubblicazione: 27 marzo 2002 - Etichetta: Zetima           | 1                 | —                 | —                 |                |
| 2003                                                         | No.5 - Data di pubblicazione: 26 marzo 2003 - Etichetta: Zetima                      | 1                 | —                 | —                 | Platino        |
| 2004                                                         | Ai no Dai 6 Kan - Data di pubblicazione: 8 dicembre 2004 - Etichetta: Zetima         | 7                 | —                 | —                 |                |
| 2006                                                         | Rainbow 7 - Data di pubblicazione: 15 febbraio 2006 - Etichetta: Zetima              | 7                 | —                 | —                 |                |
| 2007                                                         | Sexy 8 Beat - Data di pubblicazione: 21 marzo 2007 - Etichetta: Zetima               | 7                 | —                 | —                 |                |
| 2009                                                         | Platinum 9 Disc - Data di pubblicazione: 18 marzo 2009 - Etichetta: Zetima           | 13                | —                 | 4                 |                |
| 2010                                                         | 10 My Me - Data di pubblicazione: 17 marzo 2010 - Etichetta: Zetima                  | 9                 | 15                | 5                 |                |
| 2010                                                         | Fantasy! Jūichi - Data di pubblicazione: 1º dicembre 2010 - Etichetta: Zetima        | 16                | —                 | —                 |                |
| 2011                                                         | 12, Smart - Data di pubblicazione: 12 ottobre 2011 - Etichetta: Zetima               | 8                 | —                 | —                 |                |
| 2012                                                         | 13 Colorful Character - Data di pubblicazione: 12 settembre 2012 - Etichetta: Zetima | 6                 | —                 | —                 |                |
| 2014                                                         | 14shō ~The message~ - Data di pubblicazione: 29 ottobre 2014 - Etichetta: Zetima     | 7                 | —                 | —                 |                |
| 2017                                                         | 15 Thank you, too - Data di pubblicazione: 6 dicembre 2017 - Etichetta: Zetima       | 4                 | —                 | —                 |                |
| "—" indica che la pubblicazione non è entrata in classifica. |                                                                                      |                   |                   |                   |                |

### Extended play
| Anno | Dettagli                                                                                         | Posizione massima |
| Anno | Dettagli                                                                                         | JP                |
| ---- | ------------------------------------------------------------------------------------------------ | ----------------- |
| 2006 | 7.5 Fuyu Fuyu Morning Musume Mini! - Data di pubblicazione: 13 dicembre 2006 - Etichetta: Zetima | 14                |

### Colonne sonore
| Year | Dettagli |
| ---- | --- |
| 1998 | Morning Cop: Daite Hold on Me! (con Michiyo Heike) - Data di pubblicazione: 30 settembre 1998 - Etichetta: Zetima |
| 2000 | Pinch Runner - Data di pubblicazione: 5 luglio 2000 - Etichetta: Zetima                                           |
| 2003 | Koinu Dan no Monogatari (con Hello! Project Kids) - Data di pubblicazione: 14 febbraio 2003 - Etichetta: Zetima   |

### Album Musical
| Year | Dettagli |
| ---- | --- |
| 2001 | Love Century: Yume wa Minakerya Hajimaranai - Data di pubblicazione: 1º agosto 2001 - Etichetta: Zetima                  |
| 2003 | Edokko Chūshingura - Data di pubblicazione: 2 luglio 2003 - Etichetta: Zetima                                            |
| 2006 | Ribbon no Kishi - Data di pubblicazione: 26 luglio 2006 - Etichetta: Zetima                                              |
| 2010 | Fashionable - Data di pubblicazione: 15 settembre 2010 - Etichetta: Sony Music Entertainment                             |
| 2014 | LILIUM -Lilium Shōjo Junketsu Kageki- (con S/mileage) - Data di pubblicazione: 6 agosto 2014 - Etichetta: UP-FRONT WORKS |
| 2015 | TRIANGLE - Data di pubblicazione: 15 luglio 2015 - Etichetta: UP-FRONT WORKS                                             |
| 2016 | Zoku 11nin Iru! Higashi no Chihei, Nishi no Towa - Data di pubblicazione: 13 luglio 2016 - Etichetta: UP-FRONT WORKS     |
| 2017 | Pharaoh no Haka - Data di pubblicazione: 12 luglio 2017 - Etichetta: UP-FRONT WORKS                                      |
| 2018 | Pharaoh no Haka ~Hebi Ō Snefru~ - Data di pubblicazione: 11 luglio 2018 - Etichetta: UP-FRONT WORKS                      |

### Raccolte
| Anno                                                         | Dettagli | Posizione massima | Posizione massima | Certificazioni |
| Anno                                                         | Dettagli | JP                | TW                | Certificazioni |
| ------------------------------------------------------------ | --- | ----------------- | ----------------- | -------------- |
| 2001                                                         | Best! Morning Musume 1 - Data di pubblicazione: 31 gennaio 2001 - Etichetta: Zetima                                 | 1                 | —                 | Milione        |
| 2004                                                         | Best! Morning Musume 2 - Data di pubblicazione: 31 marzo 2004 - Etichetta: Zetima                                   | 4                 | —                 | Oro            |
| 2004                                                         | Morning Musume Early Single Box - Data di pubblicazione: 15 dicembre 2004 - Etichetta: Zetima                       | —                 | —                 |                |
| 2007                                                         | Morning Musume ALL SINGLES COMPLETE ~10th ANNIVERSARY~ - Data di pubblicazione: 24 ottobre 2007 - Etichetta: Zetima | 6                 | 1                 |                |
| 2009                                                         | Morning Musume Zen Single Coupling Collection - Data di pubblicazione: 7 ottobre 2009 - Etichetta: Zetima           | 6                 | 10                |                |
| 2013                                                         | The Best! ~Updated Morning Musume~ - Data di pubblicazione: 25 settembre 2013 - Etichetta: Zetima                   | 6                 | —                 |                |
| 2014                                                         | Morning Musume '14 Coupling Collection 2 - Data di pubblicazione: 12 marzo 2014 - Etichetta: Zetima                 | 15                | —                 |                |
| 2019                                                         | Best! Morning Musume 20th Anniversary - Data di pubblicazione: 20 marzo 2019 - Etichetta: Zetima                    | 1                 | —                 |                |
| "—" indica che la pubblicazione non è entrata in classifica. | |                   |                   |                |

### Album tributi e cover
| Anno | Dettagli                                                                | Posizione massima |
| Anno | Dettagli                                                                | JP                |
| ---- | ----------------------------------------------------------------------- | ----------------- |
| 2008 | Cover You - Data di pubblicazione: 26 novembre 2008 - Etichetta: Zetima | 27                |

## Singoli
| 1997                                                         | Ai no Tane                                                              | — | —  |         | First Time                                            |
| 1998                                                         | Morning Coffee                                                          | 6 | —  |         | First Time                                            |
| 1998                                                         | Summer Night Town                                                       | 4 | —  |         | First Time                                            |
| 1998                                                         | Daite Hold on Me!                                                       | 1 | —  |         | Second Morning                                        |
| 1999                                                         | Memory Seishun no Hikari                                                | 2 | —  |         | Second Morning                                        |
| 1999                                                         | Manatsu no Kōsen                                                        | 3 | —  |         | Second Morning                                        |
| 1999                                                         | Furusato                                                                | 5 | —  |         | Second Morning                                        |
| 1999                                                         | Love Machine                                                            | 1 | —  | Milione | 3rd: Love Paradise                                    |
| 2000                                                         | Koi no Dance Site                                                       | 2 | —  | Milione | 3rd: Love Paradise                                    |
| 2000                                                         | Happy Summer Wedding                                                    | 1 | —  | Milione | Best! Morning Musume 1                                |
| 2000                                                         | I Wish                                                                  | 1 | —  |         | Best! Morning Musume 1                                |
| 2000                                                         | Ren'ai Revolution 21                                                    | 2 | —  |         | 4th Ikimasshoi!                                       |
| 2001                                                         | The Peace!                                                              | 1 | —  | Platino | 4th Ikimasshoi!                                       |
| 2001                                                         | Mr. Moonlight (Ai no Big Band)                                          | 1 | —  |         | 4th Ikimasshoi!                                       |
| 2002                                                         | Sōda! We're Alive                                                       | 1 | —  |         | 4th Ikimasshoi!                                       |
| 2002                                                         | Do It! Now                                                              | 3 | —  | Oro     | No.5                                                  |
| 2002                                                         | Koko ni Iruzee!                                                         | 1 | —  | Oro     | No.5                                                  |
| 2003                                                         | Morning Musume no Hyokkori Hyōtanjima                                   | 4 | —  | Oro     | Best! Morning Musume 2                                |
| 2003                                                         | As for One Day                                                          | 1 | —  | Oro     | Best! Morning Musume 2                                |
| 2003                                                         | Shabondama                                                              | 2 | —  | Oro     | Best! Morning Musume 2                                |
| 2003                                                         | Go Girl (Koi no Victory)                                                | 4 | —  | Oro     | Best! Morning Musume 2                                |
| 2004                                                         | Ai Araba It's All Right                                                 | 2 | —  | Oro     | Best! Morning Musume 2                                |
| 2004                                                         | Roman (My Dear Boy)                                                     | 4 | —  | Oro     | Ai no Dai 6 Kan                                       |
| 2004                                                         | Joshi Kashimashi Monogatari                                             | 3 | —  | Oro     | Ai no Dai 6 Kan                                       |
| 2004                                                         | Namida ga Tomaranai Hōkago                                              | 4 | —  |         | Ai no Dai 6 Kan                                       |
| 2005                                                         | The Manpower!!!                                                         | 4 | —  |         | Rainbow 7                                             |
| 2005                                                         | Osaka Koi no Uta                                                        | 2 | —  |         | Rainbow 7                                             |
| 2005                                                         | Iroppoi Jirettai                                                        | 4 | —  |         | Rainbow 7                                             |
| 2005                                                         | Chokkan 2 (Nogashita Sakana wa Ōkiizo!)                                 | 4 | —  |         | Rainbow 7                                             |
| 2006                                                         | Sexy Boy (Soyokaze ni Yorisotte)                                        | 4 | —  |         | Sexy 8 Beat                                           |
| 2006                                                         | Ambitious! Yashinteki de Ii Jan                                         | 4 | —  |         | Sexy 8 Beat                                           |
| 2006                                                         | Aruiteru                                                                | 1 | —  |         | 7.5 Fuyu Fuyu Morning Musume Mini!                    |
| 2007                                                         | Egao Yes Nude                                                           | 4 | —  |         | Sexy 8 Beat                                           |
| 2007                                                         | Kanashimi Twilight                                                      | 2 | —  |         | Morning Musume All Singles Complete: 10th Anniversary |
| 2007                                                         | Onna ni Sachi Are                                                       | 2 | —  |         | Morning Musume All Singles Complete: 10th Anniversary |
| 2007                                                         | Mikan                                                                   | 6 | —  |         | Platinum 9 Disc                                       |
| 2008                                                         | Resonant Blue                                                           | 3 | —  |         | Platinum 9 Disc                                       |
| 2008                                                         | Pepper Keibu                                                            | 3 | —  |         | Cover You                                             |
| 2009                                                         | Naichau Kamo                                                            | 3 | 8  |         | Platinum 9 Disc                                       |
| 2009                                                         | Shōganai Yume Oibito                                                    | 1 | 9  |         | 10 My Me                                              |
| 2009                                                         | Nanchatte Ren'ai                                                        | 2 | 4  |         | 10 My Me                                              |
| 2009                                                         | Kimagure Princess                                                       | 4 | 14 |         | 10 My Me                                              |
| 2010                                                         | Onna ga Medatte Naze Ikenai                                             | 5 | 16 |         | 10 My Me                                              |
| 2010                                                         | Seishun Collection                                                      | 3 | 13 |         | Fantasy! Jūichi                                       |
| 2010                                                         | Onna to Otoko no Lullaby Game                                           | 6 | 11 |         | Fantasy! Jūichi                                       |
| 2011                                                         | Maji Desu ka Ska!                                                       | 5 | 7  |         | 12, Smart                                             |
| 2011                                                         | Only You                                                                | 4 | 12 |         | 12, Smart                                             |
| 2011                                                         | Kono Chikyū no Heiwa o Honki de Negatterun da yo!                       | 2 | 3  |         | 12, Smart                                             |
| 2012                                                         | Pyocopyoco Ultra                                                        | 3 | 6  |         | 13 Colorful Charcter                                  |
| 2012                                                         | Ren'ai Hunter                                                           | 3 | 3  |         | 13 Colorful Charcter                                  |
| 2012                                                         | One Two Three / The Matenrō Show                                        | 3 |    |         | 13 Colorful Charcter                                  |
| 2012                                                         | Wakuteka Take a Chance                                                  | 3 |    |         | The Best! ~Updated Morning Musume~                    |
| 2013                                                         | Help me!!                                                               | 1 |    |         | The Best! ~Updated Morning Musume~                    |
| 2013                                                         | Brainstorming / Kimi Sae Ireba Nani mo Iranai                           | 1 |    |         | The Best! ~Updated Morning Musume~                    |
| 2013                                                         | Wagamama no Ki no Mama Ai no Joke / Ai no Gundan                        | 1 |    |         | The Best! ~Updated Morning Musume~                    |
| 2014                                                         | Egao no Kimi wa Taiyou sa / Kimi no Kawari wa Iyashinai / What is Love? | 1 |    |         | TBA                                                   |
| 2014                                                         | Toki wo Koe Sora wo Koe / Password is 0                                 | 1 |    |         | TBA                                                   |
| "—" indica che la pubblicazione non è entrata in classifica. |                                                                         |   |    |         | TBA                                                   |

### Singoli in collaborazione
| Anno | Artista                   | Canzone                   | Posizione massima | Posizione massima | certificazioni | Album(s)      |
| Anno | Artista                   | Canzone                   | JP Oricon         | JP Hot            | certificazioni | Album(s)      |
| ---- | ------------------------- | ------------------------- | ----------------- | ----------------- | -------------- | ------------- |
| 2011 | Hello! Project Mobekimasu | Busu ni Naranai Tetsugaku | 4                 | 5                 |                | Petit Best 12 |

## Videografia

### Raccolte di video
| Anno | Dettagli |
| ---- | --- |
| 2000 | Eizō The Morning Musume Best 10 - Data di pubblicazione: 14 giugno 2000 - Etichetta: Zetima - Formati: VHS, DVD                                                        |
| 2002 | Eizō The Morning Musume 2: Single M Clips - Data di pubblicazione: 4 dicembre 2002 - Etichetta: Zetima - Formati: VHS, DVD                                             |
| 2005 | Eizō The Morning Musume 3: Single V Clips - Data di pubblicazione: 24 marzo 2005 - Etichetta: Zetima                                                                   |
| 2007 | Eizō The Morning Musume 4: Single M Clips - Data di pubblicazione: 2 maggio 2007 - Etichetta: Zetima                                                                   |
| 2007 | The Morning Musume All Singoli Complete Zen 35 Kyoku: 10th Anniversary - Data di pubblicazione: 19 dicembre 2007 - Etichetta: Zetima - Limited release DVD with album. |
| 2009 | Eizō The Morning Musume 5: Single M Clips - Data di pubblicazione: 19 agosto 2009 - Etichetta: Zetima                                                                  |
| 2011 | Eizō The Morning Musume 6: Single M Clips - Data di pubblicazione: 13 aprile 2011 - Etichetta: Zetima                                                                  |

### Concerti
| Anno | Dettagli |
| ---- | --- |
| 1998 | Hello! First Live at Shibuya Kōkaidō - Data di pubblicazione: 12 dicembre 1998 - Etichetta: Zetima - Formati: VHS, CD (4 dicembre 2002)                                                                                            |
| 1999 | Memory: Seishun no Hikari 1999.4.18 - Data di pubblicazione: 30 giugno 1999 - Etichetta: Zetima - Formati: VHS, DVD (26 ottobre 2005) - Asuka Fukuda's graduation concert. - Formati: VHS, LD, DVD                                 |
| 2000 | Morning Musume First Live at Budōkan: Dancing Love Site 2000 Haru - Data di pubblicazione: 30 agosto 2000 - Etichetta: Zetima - Sayaka Ichii's graduation concert. - Formati: DVD                                                  |
| 2001 | Morning Musume Live Revolution 21 Haru: Osaka City Hall Last Day - Data di pubblicazione: 27 giugno 2001 - Etichetta: Zetima - Yuko Nakazawa's graduation concert. - Formati: VHS, DVD                                             |
| 2001 | Green Live - Data di pubblicazione: 5 settembre 2001 - Etichetta: Zetima - Took place after Hello! Project's 2001 athletic meet. - Formati: DVD                                                                                    |
| 2002 | Love Is Alive! Morning Musume Concert Tour 2002 Haru at Saitama Super Arena - Data di pubblicazione: J31 luglio 2002 - Etichetta: Zetima - Contiene extra footage of the concert. - Formati: VHS, DVD                              |
| 2002 | Morning Musume Love is Alive! 2002 Natsu at Yokohama Arena - Data di pubblicazione: 20 novembre 2002 - Etichetta: Zetima - Maki Gotō's graduation concert. - Contiene extra footage of the concert. - Formati: VHS, DVD            |
| 2003 | Morning Musume Concert Tour 2003 Haru Non Stop! at Saitama Super Arena - Data di pubblicazione: 25 giugno 2003 - Etichetta: Zetima - Kei Yasuda's graduation concert. - Contiene extra footage of the concert. - Formati: VHS, DVD |
| 2003 | Morning Musume Concert Tour 2003: 15nin de Non Stop! - Data di pubblicazione: 26 dicembre 2003 - Etichetta: Zetima - Contiene backstage footage of the concert. - Formati: DVD                                                     |
| 2004 | Morning Musume Concert Tour 2004 Haru "The Best of Japan" - Data di pubblicazione: 14 luglio 2004 - Etichetta: Zetima - Formati: DVD                                                                                               |
| 2004 | Morning Musume Concert Tour 2004: "The Best of Japan Natsu Aki '04" - Data di pubblicazione: 8 dicembre 2004 - Etichetta: Zetima - Contiene backstage footage from during the concert. - Formati: DVD                              |
| 2005 | Morning Musume Concert Tour 2005 Haru: Dai 6 Kan Hit Mankai - Data di pubblicazione: 5 luglio 2005 - Etichetta: Zetima - Rika Ishikawa's graduation concert. - Contiene extra footage of the concert. - Formati: DVD               |
| 2005 | Concert Tour 2005 Natsu Aki Baribari Kyōshitsu: "Koharu-chan Irasshai!" - Data di pubblicazione: 14 dicembre 2005 - Etichetta: Zetima - Contiene extra footage of the concert. - Formati: DVD                                      |
| 2006 | Morning Musume Concert Tour 2006 Haru: Rainbow Seven - Data di pubblicazione: 19 luglio 2006 - Etichetta: Zetima - Formati: DVD |
| 2006 | Morning Musume Concert Tour 2006 Aki: Odore! Morning Curry - Data di pubblicazione: 27 dicembre 2006 - Etichetta: Zetima - Contiene extra footage of the concert. - Formati: DVD                                                   |
| 2007 | Morning Musume Concert Tour 2007 Spring: Sexy 8 Beat - Data di pubblicazione: 4 luglio 2007 - Etichetta: Zetima - Hitomi Yoshizawa's graduation concert. - Formati: DVD                                                            |
| 2007 | Morning Musume Concert Tour 2007 Aki: Bon Kyu! Bon Kyu! Bomb - Data di pubblicazione: 14 febbraio 2008 - Etichetta: Zetima - Formati: DVD                                                                                          |
| 2008 | Morning Musume Concert Tour 2008 Haru: Single Daizenshū - Data di pubblicazione: 30 giugno 2008 - Etichetta: Zetima - Formati: DVD                                                                                                 |
| 2008 | Morning Musume Concert Tour 2008 Aki: Resonant Live - Data di pubblicazione: 28 gennaio 2009 - Etichetta: Zetima - Contiene several alternative performance of the concert. - Formati: DVD                                         |
| 2009 | Morning Musume Concert Tour 2009 Spring: Platinum 9 Disco - Data di pubblicazione: 15 luglio 2009 - Etichetta: Zetima - Formati: DVD                                                                                               |
| 2009 | Morning Musume Yomiuri Land East Live 2009 - Data di pubblicazione: 20 gennaio 2010 - Etichetta: Zetima - Formati: DVD |
| 2009 | Morning Musume Concert Tour 2009 Aki: Nine Smile - Data di pubblicazione: 24 febbraio 2010 - Etichetta: Zetima - Koharu Kusumi's Graduation Concert. - Formati: DVD                                                                |
| 2010 | Morning Musume Concert Tour 2010 Haru: Pika Pika! - Etichetta: Zetima - Formati: DVD (14 luglio 2010), Blu-ray disc (27 ottobre 2010)                                                                                              |
| 2010 | Morning Musume Concert Tour 2010 Aki: Rival Survival - Etichetta: Zetima - Eri Kamei, Linlin and Junjun's Graduation Concert. - Formati: DVD (23 febbraio 2011), Blu-ray disc (3 marzo 2011)                                       |
| 2011 | Morning Musume Concert Tour 2011 Haru: Sin Souseiki Fantasy DX ~9-Ki Men Wo Mukaete-~! - Etichetta: Zetima - Formati: DVD (27 luglio 2011), Blu-ray disc (17 agosto 2011)                                                          |